# 제초절당
제초절당(齊楚浙黨)은 명말 지연에 따라 결성된 정파이다. 제(齊)는 산동성(山東省), 초(楚)는 호광성(湖廣省, 오늘날 호북성湖北省과 호남성湖南省), 절(浙)은 절강성(浙江省)을 지칭하며, 산동, 호광, 절강 출신 관료와 사인이 주축이 되었다. 이들은 동림당(東林黨)을 반대하는데 앞장서, 동림당으로부터 장기간 압박을 받았고, 결국 대다수는 환관 위충현(魏忠賢)의 엄당(閹黨)에 투신하였다.

## 개요
만력32년(1604), 고헌성(高憲成), 고반룡(高攀龍) 등이 남직례(南直隸, 오늘날 강소성江蘇省) 무석(無錫)의 동림서원(東林書院)에서 강학을 하고 정치를 비평한 것을 시작으로 여러 사인들이 이에 동참한 것이 동림당의 시초였다. 만력22년(1594) 고헌성의 내각대학사(內閣大學士) 인사 추천에 분개한 만력제가 고헌성을 파직하고 귀향시킨 이후, 절강성 영파(寧波) 출신 심일관(沈一貫)이 동각대학사(東閣大學士)로 입각(內閣), 이후 만력29년(1601) 수보대학사(首輔大學士)에 올랐다. 그리고는 요종문(姚宗文), 유정원(劉廷元), 방종철(方從哲) 등 절강 출신 사인들을 기용하면서 절당(浙黨)이라 지칭되었다. 이후, 관응진(官應震)과 오량사(吳亮嗣)를 주축으로 하는 초당(楚黨), 산동 출신 기시교(亓詩敎)를 주축으로 하는 제당(齊黨)이 절당에 가세하여 '비동림당(非東林黨)'이라 지칭되었고, 동림당을 공격하였으니, 이를 이르러 동림전쟁(東林戰爭)이라 한다.
가정(嘉靖)연간(1522-1566) 발생한 대례의사건(大禮議事件)이 명 조정 당쟁의 발단이 된 이후로, 만력(萬曆)연간(1573-1620) 동림당과 제초절당 간 당쟁이 격렬해졌다. 국본지쟁(國本之爭)으로 인하여 발생한 이서이초(二書二楚, 제1차 요서안妖書案, 제2차 요서안, 초태자안楚太子案, 초종겁공안楚宗劫槓案)와 명말삼안(明末三案, 정격안梃擊案, 홍환안紅丸案, 이궁안移宮案)으로 당쟁은 수십년 동안 계속되었다. 특히 이들은 6년에 한 번 수도에서 종사하는 관료들을 대상으로 시행하는 인사고과인 경찰(京察)을 상대 당의 공격 수단으로 삼아, 득세한 당이 상대 당의 관료들을 좌천시키는 경우가 허다하였다.
동림당은 오랜 기간 우세를 점하였으나, 천계(天啓) 연간(1621-1627) 환관 위충현(魏忠賢)이 득세하면서 제초절당이 이에 합세, 엄당(閹黨)이 결성되었다. 이들은 대옥(大獄, 조선의 '사화'와 유사)을 자주 일으켜, 동림당원들을 압박하였다. 숭정제(崇禎帝, 재위1628-1644)는 즉위 이후 엄당을 배척하고 위충현은 자살하였으나, 잔여 세력들이 상존하였고, 부득이하게 이들을 중용하여 환관 감군(監軍)으로 삼았다. 이러한 형국은 남명(南明)에 이르러서야 그쳤다.

## 참고 문헌
- 程君顒, 《明末清初的畫派與黨爭》
- 陈永福, 〈九十年来东林党争研究方法论述评〉

## 같이 보기
- 국본지쟁
- 동림당 (東林黨)
- 동림당쟁
- 동림당점장록 (東林黨點將錄)
- 명말삼안
- 엄당
- 이궁안
- 정격안
- 제초절당